# Sibylla pretiosa
La mantis críptica (Sibylla pretiosa) es una especie de mantis encontrada en el sur de África. Crecen hasta los 45 milímetros aproximadamente de longitud y tienen un protórax largo y delgado. Esta especie tiene una ornamentaición distintiva de proyecciones en la cabeza, protórax y en cuatro fémures. Viven en la corteza de los árboles en bosques.

## Descripción
Tienen proyecciones femorales inusuales, similares a hojas cerca de las articulaciones de sus cuatro patas posteriores. Los adultos se distinguen de otras especies de Mantodea por sus alas en forma de hoja, generalmente la única parte verde del exoesqueleto marrón y moteado. Las espinas de los antebrazos de este depredador son largas y con forma de aguja, en comparación con el aspecto de peine fino de especies como Hymenopus coronatus, la mantis orquídea. El tórax de la mantis críptica es muy delgado y alargado, similar al de Gongylus gongylodes. Las hembras adultas generalmente alcanzan una longitud de 5-6 cm,  mientras que los machos suelen tener 1 cm menos. Se desconoce la longevidad de la mantis salvaje, pero se sabe que viven hasta nueve meses en cautiverio (mantis salvajes probablemente vivan un poco más, un año y algunos meses).

## Hábitos alimenticios
La mantis se alimenta casi exclusivamente de presas voladoras, siendo las moscas de la fruta (Drosophila melanogaster) el alimento preferido de las ninfas jóvenes en cautiverio. Los adultos y las ninfas de quinto o sexto estadio pueden hacer presas mucho más grandes, como moscas domésticas, abejas pequeñas y polillas.